# Au cœur des forêts
Au cœur des forêts est un roman de Christian Signol publié en 2011.

## Résumé
En 2001, Charlotte, 26 ans, malade, se réfugie chez son grand-père Bastien, veuf, propriétaire de 60 hectares de forêt en Limousin, et accaparé par l'exploitation des chablis de la tempête de 1999. Il lui apprend la forêt et elle promet de s'en occuper après lui. Elle rentre à Paris régulièrement et un jour, elle revient guérie définitivement. Un jour, arrive Magda, fille de Justine, sœur de Bastien, disparue mystérieusement. Elle dit que Justine était réfugiée en Allemagne où elle est morte. Bastien réchappe d'un accident vasculaire cérébral et décide d'aller se laisser mourir en forêt l'hiver prochain.